# 15 août (film, 2001, Alessandrin)
Pour les articles homonymes, voir 15 août (cinéma) et Quinze-Août.
Pour plus de détails, voir Fiche technique et Distribution.
15 août est une comédie française réalisé par Patrick Alessandrin et sorti en 2001.

## Synopsis
Trois hommes dont les femmes sont amies les rejoignent, ainsi que leurs enfants respectifs, à La Baule dans une maison louée en commun pour les vacances. Le soir de leur arrivée, ils s'aperçoivent du départ surprise des conjointes qui ont décidé de leur laisser les enfants, pour prendre quelques jours de vraies vacances de leur côté, avec la voiture de Raoul et sans donner de nouvelles.
Max est en colère, il s'était préparé à annoncer à sa femme qu'il la quittait pour vivre avec sa maîtresse. Il doit également gérer sa belle-fille, adolescente assez indépendante. Raoul, n'ayant pas d'enfant, reste seul avec son chien, alors qu'il a justement décidé d'arrêter de fumer. Vincent, lui, doit apprendre à contrôler ses enfants qu'il a éduqués de façon très permissive, étant lui-même plus un grand enfant qu'un adulte, ce qui a le don d'agacer ses deux colocataires.
Ils vont tous trois se plonger dans les problèmes de loyer, de voisinage, de cohabitation, et dans le livre Le Couple en questions de Louise Abel, qui incite les femmes à reprendre le contrôle de leur vie.

## Fiche technique
- Réalisation : Patrick Alessandrin
- Scénario : Lisa Azuelos
- Décors : Giuseppe Ponturo
- Photographie : Damien Morisot
- Montage : Yann Malcor
- Producteur exécutif : Bernard Grenet
- Producteur : Luc Besson
- Production : EuropaCorp
- Distribution : EuropaCorp Distribution
- Pays de production :  France
- Format : couleur
- Genre : comédie
- Durée : 90 minutes
- Dates de sortie[2] :
  - France : 18 avril 2001
- Budget : 7,47M €[3]

## Distribution
- Richard Berry : Max Viala
- Jean-Pierre Darroussin : Raoul
- Charles Berling : Vincent
- Mélanie Thierry : Julie
- Ludmila Mikaël : Louise Abel
- Blandine Bury : Stéphanie
- Serge Hazanavicius : Loïc
- Éric Elmosnino : Yann
- Catherine Hosmalin : Yolande
- Gianni Giardinelli : le copain de Julie
- Tatiana Gousseff : ?
- Jean-François Gallotte : Fabrice
- Manon Gaurin : Alice
- Quentin Pommier : Arnold
- Thomas Goulard : Sébastien
- Dimitri Radochevitch : Raymond, le voisin
- Anette Marchandou : Madame André
- Marie-Christine Demarest : Madame Michot
- Luc Sonzogni : Le maître nageur
- Géraldine Brezault : La serveuse Servair
- Selma El Mouissi : Nina
- Alan Audrain : ?

## Production

### Tournage
Le film est tourné dans la presqu'île guérandaise en avril 2000, à La Baule, avec des scènes additionnelles au Pouliguen.

## Musique
Sauf indication contraire ou complémentaire, les informations mentionnées dans cette section proviennent du générique de fin de l'œuvre audiovisuelle présentée ici.
- Où sont les femmes ? - Patrick Juvet
- Soul Bossa Nova – Quincy Jones
- Le Mendiant De L'Amour - Enrico Macias
- Publicité pour Ricoré - André Georget
- A Swingin' Safari (en) - Bert Kaempfert
- What a Wonderful World - Louis Armstrong
- Stayin' Alive - Bee Gees
- Autour de toi – Lake Soul ft. Mathilde
- Nuits bauloises – Manu Lanvin
- Parlez-moi d’amour – Lucienne Boyer
- It's a Man's Man's Man's World - James Brown
- Pauvres Diables - Johnny Hallyday
- C’est comme ça que je t’aime - Mike Brant
- Taki Rari – Yma Sumac
- Tout l’amour - Dario Moreno
- The Mambo Craze - De-Phazz
- Children’s play – Stefano Torossi (it)
- Yachts (A Man Called Adam (en) Remix) - Coco Steel & Lovebomb

## Autour du film
- Le réalisateur Patrick Alessandrin est natif de Saint-Nazaire.
- Le réalisateur Patrick Alessandrin et la scénariste Lisa Azuelos ont été mariés de 1991 à 2002, et donc encore en couple à l'époque du tournage.
- Richard Berry avait déjà tourné un film sur le thème des vacances estivales à La Baule : La Baule-les-Pins, réalisé par Diane Kurys et sorti en 1990.